# Christian Dior SA
Christian Dior SA (pronunție în franceză [kʁis.tjɑ̃ djɔːʁ]), cunoscut sub numele de Dior este o companie franceză de bunuri de lux controlată și condusă de omul de afaceri Bernard Arnault, care conduce, de asemenea, LVMH Moët Hennessy • Louis Vuitton - cel mai mare grup de lux din lume. Dior în sine deține 42,36% din acțiuni și 59.01% drepturi de vot în cadrul LVMH.
Fondată în 1946 de către designerul omonim Christian Dior, astăzi, compania proiectează și vinde prêt-à-porter, produse din piele, accesorii de modă, încălțăminte, bijuterii, ceasuri, parfum, machiaj și produse de îngrijire a pielii menținând în același timp, de asemenea, tradiția sa de creator de haute couture recunoscut (având divizia Christian Dior Couture). Deși în principal produce pentru femei, compania are divizia Dior Homme pentru bărbați, iar îmbrăcămintea pentru copii este produsă sub numele de baby Dior.